# لاج
لاج، روستایی است از توابع بخش مرکزی شهرستان خواف در استان خراسان رضوی ایران.

## جمعیت
این روستا در دهستان میان‌خواف قرار داشته و بر اساس سرشماری سال ۱۳۹۰ جمعیت آن (۱۰۰۰خانوار) ۴۰۰۰نفر
بوده است.